# Uracanthus corrugicollis
Uracanthus corrugicollis är en skalbaggsart som beskrevs av Lea 1917. Uracanthus corrugicollis ingår i släktet Uracanthus och familjen långhorningar. Inga underarter finns listade i Catalogue of Life.